# Bomarea aurantiaca
Bomarea aurantiaca är en alströmeriaväxtart som beskrevs av Herb.. Bomarea aurantiaca ingår i släktet Bomarea och familjen alströmeriaväxter. Inga underarter finns listade i Catalogue of Life.